# 1939 год в истории железнодорожного транспорта
1939 год в истории железнодорожного транспорта

## События
- 8 ноября
  - Открыта Горьковская детская железная дорога имени М. Горького.
  - В Иркутске открыта Детская Восточно-Сибирская железная дорога.
- 19 декабря — первый в СССР электровоз переменного тока ОР22 самостоятельно прошёл под напряжением свои первые километры на скорости 45 км/ч.
- От Рязанско-Уральской железной дороги отошли участки Кирсанов — Ртищево, Пенза — Балашов, Обловка — Балашов — Камышин общим протяжением в 767 километров.
- При подготовке наступательной операции восточнее реки Халхин-Гол в условиях пустынно-степной местности за 76 рабочих дней была построена 324-километровая железная дорога Борзя — Баин — Тумеп.
- Организованы Белостокская, Брест-Литовская, Ковельская и Львовская железные дороги.
- Создана Приморская железная дорога.
- Основан Тбилисский электровозостроительный завод.

## Новый подвижной состав
- В СССР при реконструкции железнодорожных путей применён саморазгружающийся состав конструкции Ф. Д. Барыкина[1].
- Ворошиловградский и Коломенский заводы выпустили соответственно пассажирский и грузовой теплопаровозы.